# Hugo von Meyer
Hugo Friedrich Bleichert (von) Meyer, född 11 februari 1837 i Stettin, död 29 maj 1902 i Tübingen, var en tysk jurist.
Meyer blev juris doktor i Göttingen 1858, privatdocent där 1860, extra ordinarie professor 1863, professor i Halle an der Saale 1866, i Erlangen 1870 och i Tübingen 1874. Störst vetenskaplig betydelse hade troligen hans arbeten på straffprocessens område, särskilt hans habilitationsskrift That und Rechtsfrage im Geschworenengericht, insbesondere in der Fragestellung an die Geschworenen (1860) och Das Strafverfahren gegen Abwesende, geschichtlich dargestellt und vom Standpunkt des heutigen Rechts geprüft (1860), vartill ansluter sig, förutom bidrag till Franz von Holtzendorffs "Handbuch des Strafprozessrechts", en rad mindre skrifter och avhandlingar, Die Frage des Schöffengerichts, geprüft an der Aufgabe der Geschworenen (1873), Die Mitwirkung der Parteien im Strafprozess (1873), Die Parteien im Strafprozess (1889) och andra. 
I förhandlingarna om utkastet till den tyska strafflagen av den 15 maj 1871 deltog Meyer genom sin bok Das Norddeutsche Strafrecht (1869); i sitt huvudarbete Lehrbuch des Deutschen Strafrechts (1875, åttonde upplagan genom Philipp Allfeld 1922) visar han sig som en forskare av utpräglat konservativt snitt. Samma drag präglar hans andra straffrättsliga skrifter, Gründzüge des Strafrechts nach der deutschen Gesetzgebung unter Berücksichtigung ausländischer Rechte (1877), den indeterministiska Die Willensfreiheit und das Strafrecht (1890) och festskriften till Albert Friedrich Berner, Der Anfang der Ausführung (1892). Mindre betydelse hade föredraget Hamlet und die Blutrache (1892) och talet Karl Georg von Waechter (1898).